# Едуард Рікардо Брейтуєйт
Едуард Рікардо Брейтуєйт (англ. Edward Ricardo Braithwaite, більш відомий під псевдонімом E. Р. Брайтуєйт; нар. 27 червня 1912, Джорджтаун — пом. 12 або 13 грудня 2016, Роквілл) —  письменник, педагог, дипломат, відомий своїми соціально значимими працями, що описують дискримінацію проти чорношкірих.

## Життєпис
Він народився в Джорджтауні, Гаяна. Будучи дитиною, Брейтуєйт веде привілейоване життя — обоє його батьків навчають в Оксфордському університеті. Навчався в Квебекському коледжі, а потім у Міському коледжі, Нью-Йорк. Закінчив Кембриджський університет за спеціальністю фізика. Він отримав почесного доктора в Оксфордському університеті та Сорбонні в Парижі. Він стає дипломатом: першим постійним представником Гаяни в ООН, згодом послом у Венесуелі.
Під час Другої світової війни Брейтуєйт був пілотом у Королівських ВПС. Пізніше він назвав своє перебування в армії одним з небагатьох випадків, коли він не був відхилений через колір його шкіри. Після війни він вступив до Кембриджського університету, де здобув ступінь бакалавра, а потім докторську дисертацію з фізики. Як і багато інших чорношкірих у той час, навіть з їх навчанням і освітою, Брейтуєйту важко знайти будь-яку роботу. Зіткнувшись з важким вибором, він вирішив залишитися в Лондоні й прийняти посаду вчителя в Східному Лондоні. Роман «Учитель з любов'ю» розповідає про життя Брітвуотер під час навчання там. Написавши свою першу книгу, Едуард цікавиться соціальною діяльністю. Він залишає свою роботу вчителем і стає соціальним працівником, який відповідає за пошук дому для всіх сиріт. Його робота у сфері соціальної допомоги знайшла відображення у його другому романі «Платний слуга». Значна частина роботи Брейтуєйта стосується теми освіченого чорношкірого чоловіка, який не може знайти собі засобів до існування через колір шкіри.
У 1967 році вийшов фільм «Учитель з любов'ю». У 1973 році після заборони видачі його книг у Південно-Африканській Республіці, він вирішив відвідати країну. Південна Африка видала йому візу з «почесним» білим статусом, що дає йому більше привілеїв, ніж місцеві чорношкірим, але менше, ніж у білих. Його переживання під час свого шеститижневого перебування в Південній Африці він описав у романі «Почесний білий» (1975).